# اچ‌ام‌اس ونتورر (پی۶۸)
اچ‌ام‌اس وِنچِرِر (پی۶۸) (به انگلیسی: HMS Venturer (P68)) یک زیردریایی بود که طول آن ۲۰۶ فوت (۶۳ متر) بود. این زیردریایی در سال ۱۹۴۳ ساخته شد.